# بورقان (فراهان)
بورقان روستایی در استان مرکزی، شهرستان تفرش، بخش فراهان، دهستان فرمهین، طبق آخرین آمار دارای ۸۵ خانوار و جمعیت آن ۲۹۰ نفر (۱۴۹ نفر مرد ۱۴۱ نفر زن)
بورقان دارای پیشینه تاریخی است
در لغت نامه دهخدا درباره بورقان آمده: دهی از دهستان فراهان علیا بخش فرمهین است که در شهرستان اراک واقع است. دارای ۶۸۵ تن سکنه است.. .
بورقان دارای تپه‌ای تاریخی می‌باشد که به سالهای پیش از اسلام نسبت داده می‌شود؛ این تپه بازمانده ویرانه دژی است که سالهای دور مقر زندگی فرمانرواهای این منطقه بوده‌است

## امکانات و مکانهای مهم
بورقان دارای جاده دسترسی آسفالته، آب، برق، گاز، تلفن ، همچنین مسجد ، حسینیه تازه ساز و مدرسه ابتدایی دارد.